# Hans Hingst (Prähistoriker)
Hans Hingst (* 21. August 1908 in Ahrenlohe; † 13. Dezember 1996 in Schleswig) war ein deutscher Prähistoriker.

## Leben und Wirken
Hans Hingst wurde am 21. August 1908 im holsteinischen Ahrenlohe (heute ein Ortsteil von Tornesch, Kreis Pinneberg) geboren. Von 1929 bis 1935 arbeitete er als Lehrer im Schuldienst. Das Studium der Ur- und Frühgeschichte an der Universität Kiel mit Promotion schloss sich in den Jahren 1934 bis 1939 an. 1940 wurde Hingst Assistent am Landesamt für Vor- und Frühgeschichte von Schleswig-Holstein, 1954 wissenschaftlicher Rat und 1962 Oberrat. Zum 31. August 1974 trat er als stellvertretender Leiter des Landesamts (heute: Archäologisches Landesamt Schleswig-Holstein) in den Ruhestand. 
Sein Forschungsschwerpunkt war die Archäologie der vorrömischen Eisenzeit in Nordwestdeutschland. Neben seinen nachfolgend erwähnten Monographien veröffentlichte er zahlreiche Fachaufsätze und Fundberichte, hauptsächlich in der Zeitschrift Offa. Berichte und Mitteilungen zur Urgeschichte, Frühgeschichte und Mittelalterarchäologie.
Hingst war verheiratet mit Ruth Senta Hingst geb. Poppendieck (1913–1996).

## Werke (Auswahl)
- Vorgeschichte des Kreises Stormarn, Wachholtz, Neumünster 1959 (Die vor- und frühgeschichtlichen Denkmäler und Funde in Schleswig-Holstein, Band 5).
- Vorgeschichtliche Denkmäler und Funde in Schleswig-Holstein. Richtlinien zu ihrer Bestimmung und Sicherung, Wachholtz, Neumünster 1961 (weitere Ausgaben erschienen 1971 und 1983), ISBN 3-529-01601-2.
- Die vorrömische Eisenzeit. In: Olaf Klose (Hrsg.) Geschichte Schleswig-Holsteins, Band 2, Lieferung 3, Wachholtz, Neumünster 1964, ISBN 3-529-02402-3.
- Jevenstedt. Ein Urnenfriedhof der älteren vorrömischen Eisenzeit im Kreise Rendsburg-Eckernförde, Holstein, Wachholtz, Neumünster 1973 (Urnenfriedhöfe in Schleswig-Holstein, Band 5).
- Europäische Denkmalschutzgesetze in deutscher Übersetzung, Wachholtz, Neumünster 1975 (Europäische Denkmalschutzgesetze, Band 2), ISBN 3-529-06157-3.
- Neumünster-Oberjörn. Ein Urnenfriedhof der vorrömischen Eisenzeit am Oberjörn und die vor- und frühgeschichtliche Besiedlung auf dem Neumünsteraner Sander, Wachholtz, Neumünster 1980 (Urnenfriedhöfe Schleswig-Holsteins, Band 5), ISBN 3-529-01143-6.
- Die vorrömische Eisenzeit Westholsteins, Wachholtz, Neumünster 1983 (Urnenfriedhöfe Schleswig-Holsteins, Band 8), ISBN 3-529-01149-5.
- Urnenfriedhöfe der vorrömischen Eisenzeit aus dem östlichen Holstein und Schwansen, Wachholtz, Neumünster 1986 (Urnenfriedhöfe Schleswig-Holsteins, Band 9), ISBN 3-529-01158-4.
- Urnenfriedhöfe der vorrömischen Eisenzeit aus Südostholstein, Wachholtz, Neumünster 1989 (Urnenfriedhöfe Schleswig-Holsteins, Band 12), ISBN 3-529-01167-3.